# Alfons X (stacja metra)
Alfons X – stacja metra w Barcelonie, na linii 4. Stacja została otwarta w 1974.